# Syndrome d'Elpénor
Pour les articles homonymes, voir Elpénor (homonymie).
Le syndrome d'Elpénor, ou ivresse du sommeil, est un ensemble de symptômes comprenant des comportements semi-automatiques consécutifs à un réveil incomplet après un sommeil profond.

## Origine du nom
Dans la mythologie grecque, Elpénor, un compagnon d'Ulysse, s'assoupit près du temple de Circé. Au moment du départ, mal réveillé, il tombe de la terrasse et se tue.
En 1936, Benjamin-Joseph Logre est le premier à décrire ce syndrome. Dans un article publié dans Le Monde du 1-3 mai 1948, il rapporte le cas de Paul Deschanel qui avait ingurgité une forte dose de barbituriques et dont les symptômes illustrent le syndrome d'Elpénor,.

## Description
Ce syndrome est appelé parfois « ivresse du sommeil ». Il est caractérisé par une confusion mentale et une désorientation spatiale et temporelle lorsque l'individu a consommé avant son sommeil de l'alcool ou des psychotropes selon certains cas et surtout pour les adultes. Il se manifeste aussi chez les enfants et les adolescents n'ayant consommé aucun stupéfiant. C’est un état de confusion entre le sommeil et l’état d’éveil qui se manifeste par des paroles ou des faits incohérents, et qui serait produit par un manque de sommeil ou une surcharge de stress ou de responsabilités,,.

## Cas célèbre

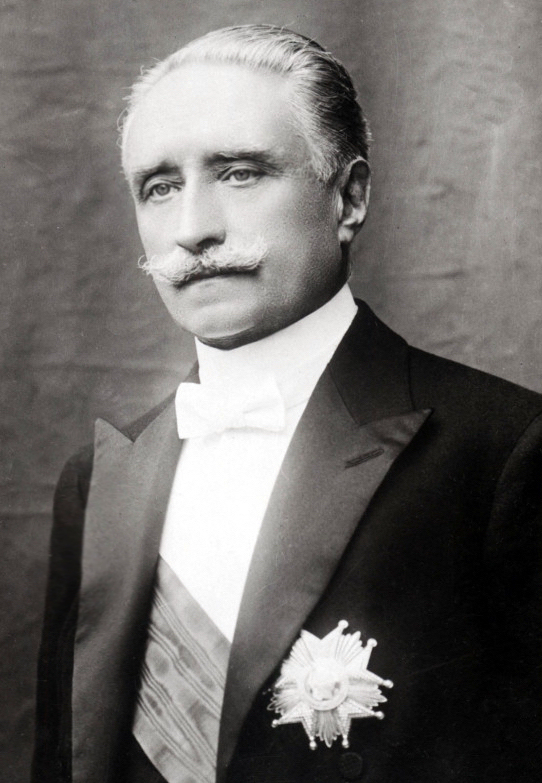
Paul Deschanel, président de la République en 1920, victime d'une chute de train pendant son mandat.

Paul Deschanel, président de la République française, tombe d'un train pendant la nuit du 24 mai 1920, près de Montargis.